# Uelleben

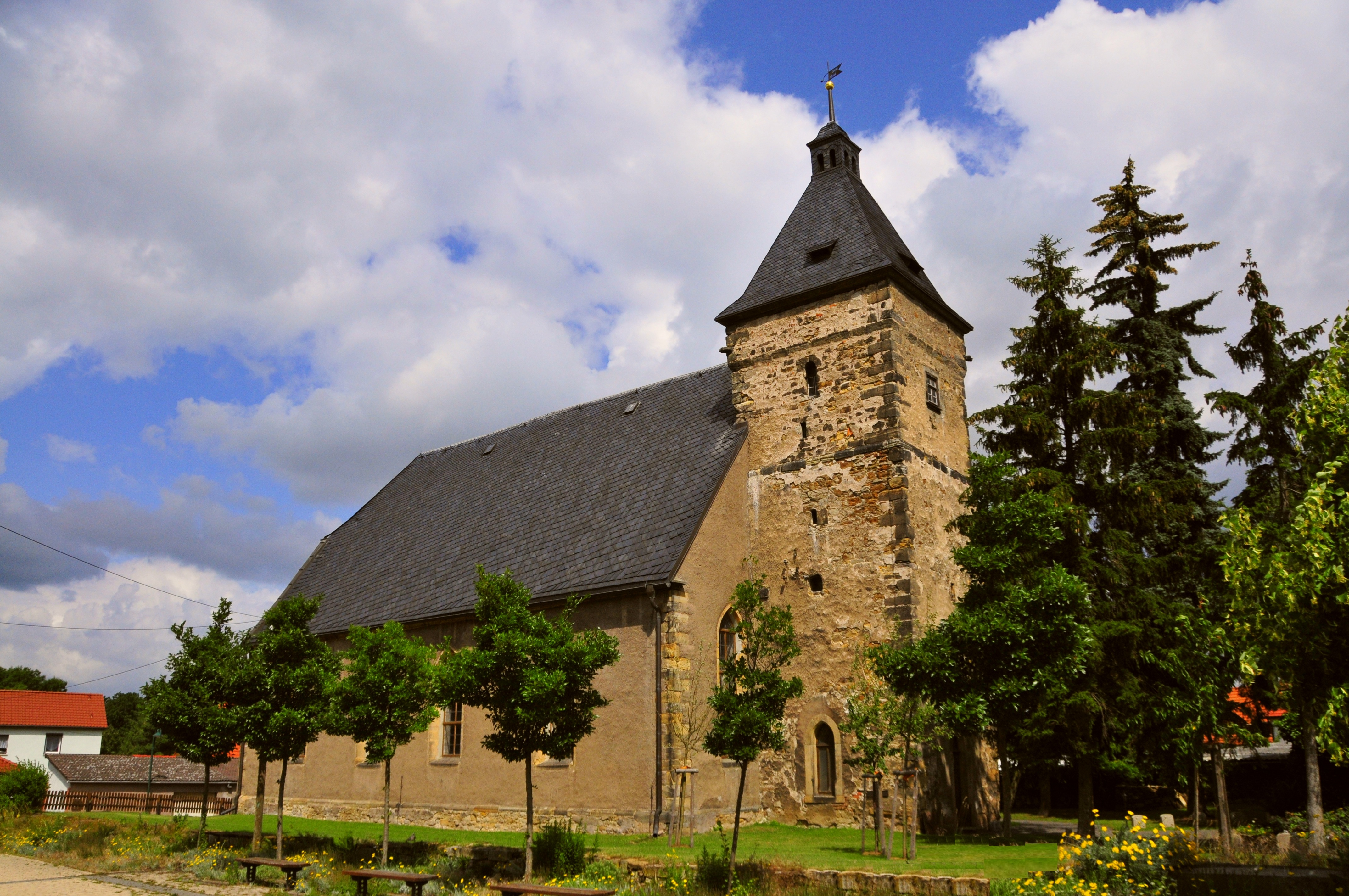
Kirche St. Johannes

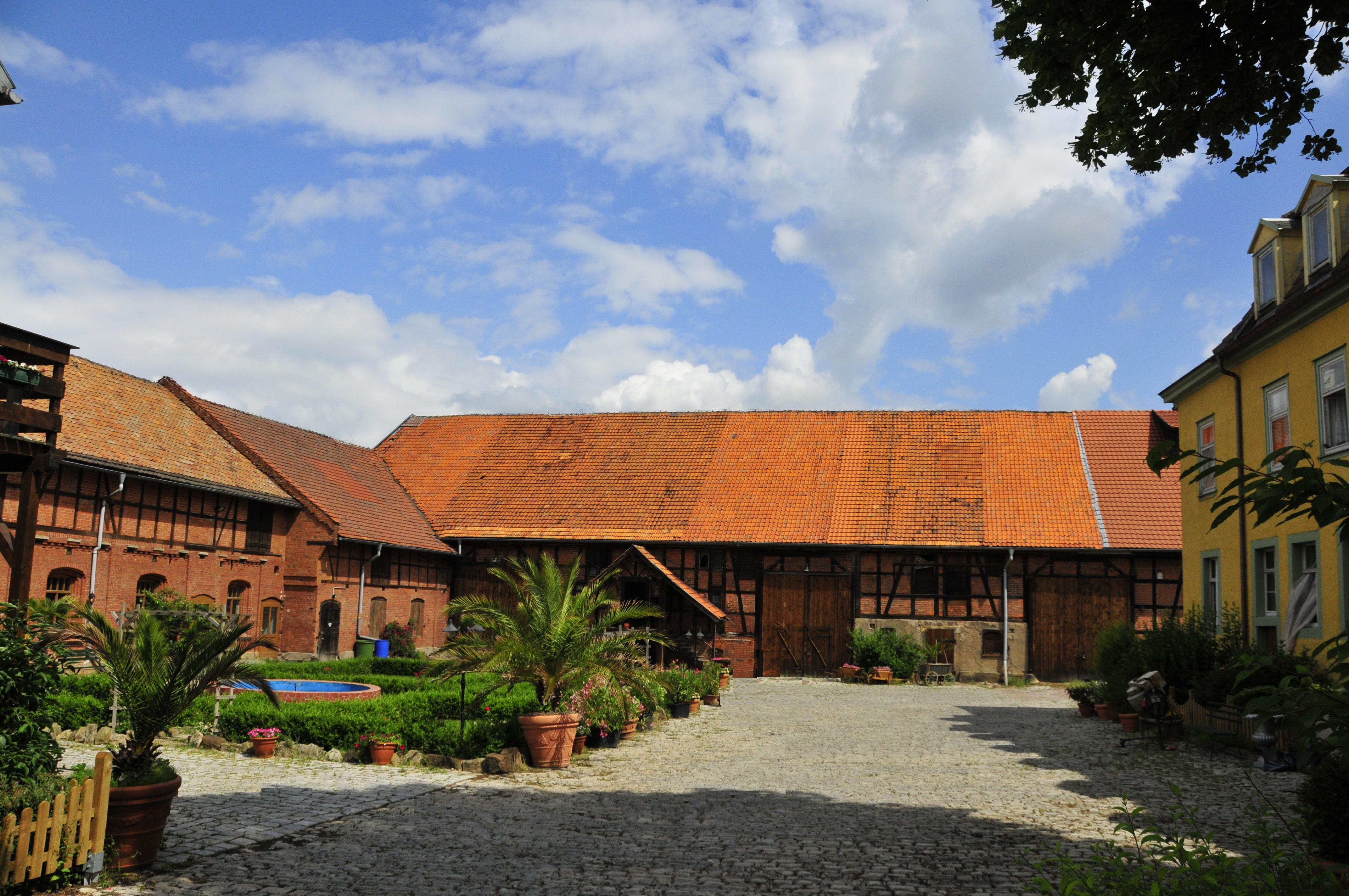
Troch'sches Rittergut

Uelleben ist ein Stadtteil von Gotha in Thüringen.

## Geografie
Der Ort liegt etwa vier Kilometer südlich vom Zentrum der Kernstadt Gotha zwischen dem Boxberg und dem Seeberg. Die Gemarkung hat eine Größe von 737 Hektar, davon entfallen 12,8 ha auf Gebäude- und Freifläche und 591 ha landwirtschaftliche Nutzfläche.

## Geschichte
Die erste urkundliche Erwähnung Uellebens ist für das Jahr 874 belegt. Der Ort gelangte im 13. Jahrhundert in den Besitz von Kloster Georgenthal, das sich etwa 10 Kilometer (Luftlinie) südsüdwestlich von Uelleben befindet. Im Ort befand sich bis zur Aufhebung des Klosters im 16. Jahrhundert neben dem Rittergut auch ein klostereigener Wirtschaftshof – eine Grangie. Der relativ fruchtbare Boden wurde auch zum Anbau von Flachs und Waid genutzt. Erst 1830 wurde Uelleben dem Amt Gotha unterstellt, zuvor war er ein „Pflegedorf“ im Amt Tenneberg. Der Stadtteil liegt an der Coburger Straße (auch Nürnberger Straße), eine mittelalterliche Handelsstraße, die von Gotha über Uelleben, Emleben, Herrenhof, zum Oberhofer Pass und weiter über Zella-Mehlis, Suhl und Hildburghausen nach Coburg führte, es war die Hauptverbindungsstraße der beiden Residenzorte des Herzogtums Sachsen-Coburg und Gotha.
Nach 1945 strömten Umsiedler und Vertriebene entlang der Autobahntrasse gen Westen. Ein Teil blieb in der Region Gotha und wurde sesshaft. Nach der Enteignung der Gutsbesitzer gründete sich um 1960 die LPG (sie wurde 1990 aufgelöst). Der kleinere Nachbarort Boilstädt war vom 1. Juli 1950 bis zum 30. April 1990 ein Ortsteil der Gemeinde Uelleben. Bis zur Eingemeindung nach Gotha am 9. April 1994 war Uelleben eine eigenständige Gemeinde.

## Sehenswürdigkeiten
In der Boilstädter Straße befindet sich die Hofanlage eines Rittergutes, das dem verdienstvollen Dr. phil. Ewald Troch (1879–1952) gehörte. Der Gebäudekomplex steht unter Denkmalschutz, wie auch die benachbarte St.-Johannes-Kirche, eine um 1640 erneuerte Dorfkirche mit Chorturm und Doppelempore. An die historische Ortslage schließen sich im Norden und Süden zwei Wohnsiedlungen („Hinter dem Teichdamm“ und  „Schulweg“) an, die in den 1990er Jahren angelegt wurden.
In der Boilstädter Straße befindet sich das Tierheim Arche Noah des Landkreises Gotha.

## Verkehr
Man erreicht Uelleben von Gotha kommend über die Landesstraße 2146. Südlich der Ortslage verläuft die Bundesautobahn 4, die nächstgelegene Auffahrt ist die Anschlussstelle Gotha.

## Naturschutzgebiete
Am südlichen Rand der Gemarkung befindet sich das Birkigt, eine Gehölzfläche und Teil des Boxberg-Geländes. Nahebei liegt ebenfalls jenseits der Autobahn das vier Hektar umfassende Flächennaturdenkmal „Uelleber Ried“ als eines der größten verschilften Sumpfgebiete des Landkreises Gotha. Schutzziel ist der Erhalt und die Förderung eines wertvollen Feuchtlebensraumes mit einer artenreichen Sumpf- und Wasservogelwelt. 1998 wurde hierzu von der Kreisverwaltung ein Pflege- und Entwicklungsplan erarbeitet.